# Sapintus pallidus
Sapintus pallidus är en skalbaggsart som först beskrevs av Thomas Say 1826. Sapintus pallidus ingår i släktet Sapintus, och familjen kvickbaggar. Inga underarter finns listade i Catalogue of Life.